# Живот је леп (филм из 1997)
Живот је леп (итал. La vita è bella) италијанска је драмедија из 1997. године, у режији Роберта Бенињија. Главне улоге тумаче Роберто Бенињи, Николета Браски и Ђустино Дурано. Радња прати Гвида Орефичеа, италијанског Јевреја власника књижаре, који употребљава своју плодну машту да заштити сина од ужаса интернирања у нацистички концентрациони логор. Филм је делимично био инспирисан књигом На крају, победио сам Хитлера, коју је написао Рубино Ромео Салмони, као и Бенињијевим оцем, који је током Другог светског рата провео две године у концентрационом логору Берген-Белзен.
Филм је остварио и критички и комерцијални успех. Зарадио је више од 230 милиона долара широм света, што га је учинило једним он филмова који нису на енглеском са највећом зарадом, и добио похвале од стране критичара и публике, мада су неки искритиковали искориштавање теме у сврху комедије. Освојио је награду жирија на Канском филмском фестивалу 1998. године, девет награда David di Donatello (укључујући ону за најбољи филм), пет награда Nastro d'Argento, две Европске филмске награде и три Оскара (најбољи филм на страном језику, најбољи глумац и најбоља оригинална музика).

## Радња
Прича филма прати јеврејску породицу која завршава у концентрационом логору и њихов начин да тамо преживе и све учине другачијим и љепшим од окрутне стварности. 
Године 1939. Јеврејин Гвидо (Бенињи) сели се у Арецо, где се запошљава као конобар и заљубљује у Дору (Николета Браски). Њих двоје се упознају на неуобичајен начин – када Дора на Гвида падне. Иако већ запрошена, пристаје да се уда за Гвида, због његове упорности и духовитости. 
У срећном и идиличном браку, њих двоје живе у једном малом италијанском градићу заједно са њиховим сином. Након пар година, избија Други светски рат, а с обзиром на то да је Гвидо јеврејског порекла, а сви Јевреји морају бити пребачени у концентрационе логоре, немачки регрути одводе Гвида и сина Ђозуеа на воз за логор. Када Дора схвати да су њих двојица одведени, иако није јеврејске вероисповести, захтева да се укрца на воз. Одмах по доласку, мушкарци и жене бивају раздвојени, те бива раздвојена и њихова породица, а мали Ђозуе остаје са оцем. Како би сачувао сина од страхота рата, Гвидо смишља причу да је њихово затварање само игра, у којој је победник онај који скупи 1000 поена, а главна награда је тенк. 
По доласку и смештању у спаваонице, један немачки официр улази у мушку спаваоницу и тражи неког ко зна немачки како би превео његове речи, тј. логорска правила. Гвидо, иако не говори немачки, јавља се као преводилац. Пред свима у просторији, укључујући Ђозуеа, симултано преводи са немачког на италијански, смишљајући причу о тенку, а правила понашања укључују забрану тражења слаткиша, плакања и звања мајке (према његовим речима, корпулентан официр је јуче остао без неколико поена јер се жалио да је био гладан и тражио џем од кајсија). Људи који га разумеју су у неверици, али се нико не усуђује да га прекине, док је син одушевљен. 
Једна жена јој је појаснила да сву децу још првих дана воде на „туширање“, односно у гасну комору. Када су их позвали на туширање, Ђозуе тврдоглаво одбија купање и сакрива се у околини, те на тај начин ескивира смрт. 
Такође, док су у логору, Дора не зна да ли су Гвидо и Ђозуе и даље живи. У једном тренутку, идући на радна места, Гвидо је угледао празну просторију за разглас, те се заједно са својим сином оглашава, зовући своју принцезу, а Ђозуе одушевљено прича о догодовштинама. Дора, чувши то, је у потпуној неверици, пресрећна што су њих двојица живи и што се Гвидо брине о Ђозуеу. 
Међутим, када Гвидо покуша да пронађе своју супругу, по ноћи се прерушивши у жену и ушавши у групу жена, бива ухваћен и одведен на стрељање. Тада преплашен, немајући куд, схвати да га син посматра, сакривен у једној самици. Намигнувши му, почиње комично да маршира, са осмехом од ува до ува, док му регрут држи пушку уперену у леђа водећи га иза ћошка. Син је спокојан, видевши насмејаног тату, несвестан да је низом пуцњева за пар тренутака његов отац убијен. Сутрадан, када се Ђозуе пробуди и изађе из кутије, нигде нема никог около, понегде су само остаци паљевина и рушевине. Тада иза угла стиже амерички тенк, а Ђозуе се одушевљава, убеђен да је све што је Гвидо причао истина. Тенк стаје тачно испред њега, те иако не разуме официра, који прича на енглеском, он га покупи и заједно иду међу групом ослобођеника из логора. У једном тренутку, Ђозуе угледа мајку и скаче јој у наручје, пресрећно јој саопштавајући јој да су победили. Дора је у неверици, грли сина и потврђује речима: „Да, победили смо.”

## Улоге
| Глумац             | Улога         |
| ------------------ | ------------- |
| Роберто Бенињи     | Гвидо Орефиче |
| Николета Браски    | Дора Орефиче  |
| Ђустино Дурано     | Елисио        |
| Ђорђо Кантарини    | Ђосуe         |
| Серђо Бини Беструх | Ферућио       |
| Мариза Паредес     | Дорина мајка  |

## Награде
- 3 освојена Оскара (најбољи главни глумац Роберто Бенињи, страни филм, музика) и 4 номинације (најбољи филм, режија, сценарио, монтажа)
- Освојена БАФТА награда (најбољи главни глумац Роберто Бенињи) и 2 номинације (најбољи страни филм, сценарио)
- Номинација за Златну палму у Кану

## Занимљивости
- Николета Браски је Бенињијева стварна супруга, која је с њим играла у више филмова.
- Број на Бенињовој затвореничкој униформи носио је и Чарлс Чаплин у филму „Велики диктатор“, који је умногоме утицао на овај филм.
- Бенињи је изјавио да наслов филма потиче од цитата Лава Троцког, који га је написао пре своје смрти.
- Бенињи је тек други глумац у историји који је освојио Оскара за филм који је сам режирао. Први је био Лоренс Оливије за филм „Хамлет“ из 1948. Бенињи је уједно тек други италијански глумац који је освојио ту награду, након Софије Лорен.
- Године 1998, Златни глобус за најбољег глумца освојио је Џим Кери за трагикомедију „Труманов шоу“, док Бенињи није био ни номинован. Касније је Бенињи ипак освојио Оскара за најбољег глумца, док Кери за ту награду није био ни номинован.